# 跨網台
跨網台（日语：クロスネット局，クロスネットきょく）是指日本的廣播電台、電視台中加入多個聯播網的公司。現在日本已少有電視跨網台，但幾乎所有中波廣播（AM）電台都是跨網台。

## 跨網台一覽

### 中波廣播 (AM)
均同時加入JRN和NRN：
- 北海道放送
- 青森放送
- IBC岩手放送
- 東北放送
- 秋田放送
- 山形放送
- 福島電台
- 新潟放送
- 北日本放送
- 北陸放送
- 福井放送
- 山梨放送
- 信越放送
- 靜岡放送
- 毎日放送
- 朝日放送電台
- 和歌山放送
- 山陰放送
- RSK電台
- 中國放送
- 山口放送
- 四國放送
- 西日本放送
- 南海放送
- 高知放送
- 長崎放送
  - NBC佐賀電台（日语：NBCラジオ佐賀）
- 熊本放送
- 大分放送
- 宮崎放送
- 南日本放送

### 電視
副網為█。
- 福井放送（NNN/NNS・ANN）
  - FNN/FNS系列的福井電視台亦有播出部分ANN節目。福井放送雖然是ANN的跨網台，但最初只加入了NNN/NNS，並播出全部NNN的新聞節目，實質上是NNN的完全加盟台。
- 大分電視台（NNN/NNS・FNN/FNS）
  - 兩者並非主從關係。未能在大分電視台播出的兩聯播網節目部分在JNN聯播網成員大分放送播出。深夜及晨間播出NNN的新聞節目，午間及傍晚播出FNN的新聞節目。
- 宮崎電視台（FNN/FNS・NNN・ANN）
  - NNN和ANN的部分節目在JNN加盟台宮崎放送播出。
  - 日本唯一同時加入3個電視聯播網的跨網台。